# Glen
Glen je dolina, običajno dolga in omejena z rahlo nagnjenimi konkavnimi stranicami, za razliko od grape, ki je globoka in omejena s strmimi pobočji. Oznaka glen se pogosto pojavlja tudi v krajevnih imenih. Glene turisti cenijo zaradi miru in pokrajine.

## Etimologija
Beseda je goidelskega izvora: gleann v irski in škotski gelščini, glion v manskem jeziku. V manskem jeziku najdemo tudi glan. To je sorodno z valižanščino glyn. Whittow ga definira kot »škotski izraz za globoko dolino v visokogorju«, ki je »ožja od strath«.
Primeri v severni Angliji, kot je Glenridding, Westmorland ali Glendue, blizu Haltwhistla, Northumberland, naj bi izhajali iz zgoraj omenjenega Cumbric cognate ali drugega britonskega ekvivalenta. To verjetno temelji na nekaterih primerih v južni Škotski.
Kot ime reke naj bi izhajalo iz irske besede glan, ki pomeni 'čisto', ali valižanske besede gleindid, ki pomeni 'čistost'. Primer je Glens of Antrim na Severnem Irskem, kjer se devet globeli razprostira od planote Antrim do morja vzdolž obale med Ballycastlom in Larnejem.

## Mesta
Oznaka glen se pogosto pojavlja tudi v imenih krajev, kot sta Great Glen in Glenrothes na Škotskem; Glendalough, Glenswilly, Glen of Aherlow, Glen of Imaal in Glens of Antrim na Irskem; Glenn Norman v Kanadi; Glendale, Glen Ellen in Klamath Glen v Kaliforniji, Glenview v Illinoisu in Glenrock v Wyomingu; Glenview, Glen Waverley, Glen Eira, Glengowrie, Glen Huntly in Glen Forrest v Avstraliji; in Glendowie, Glen Eden in Glen Innes na Novi Zelandiji.
V regiji Finger Lakes v zvezni državi New York so južni konci jezer Seneca in Cayuga še posebej posejani z brezni, čeprav se v tej regiji izraz glen najpogosteje nanaša na ozko sotesko, v nasprotju s širšo dolino oz. strath. Strmi bregovi, ki obkrožajo ta jezera, so napolnjeni z rahlim skrilavcem iz ledeniških moren. Ta material je v zadnjih 10.000 letih erodiral, da so nastali skalnati gleni (npr. Watkins Glen, državni parki Fillmore Glen in državni parki Treman) in slapovi (npr. slapovi Taughannock), ko je deževnica tekla navzdol proti spodnjim jezerom.